# Société du chemin de fer d'intérêt local de Soustons à Léon

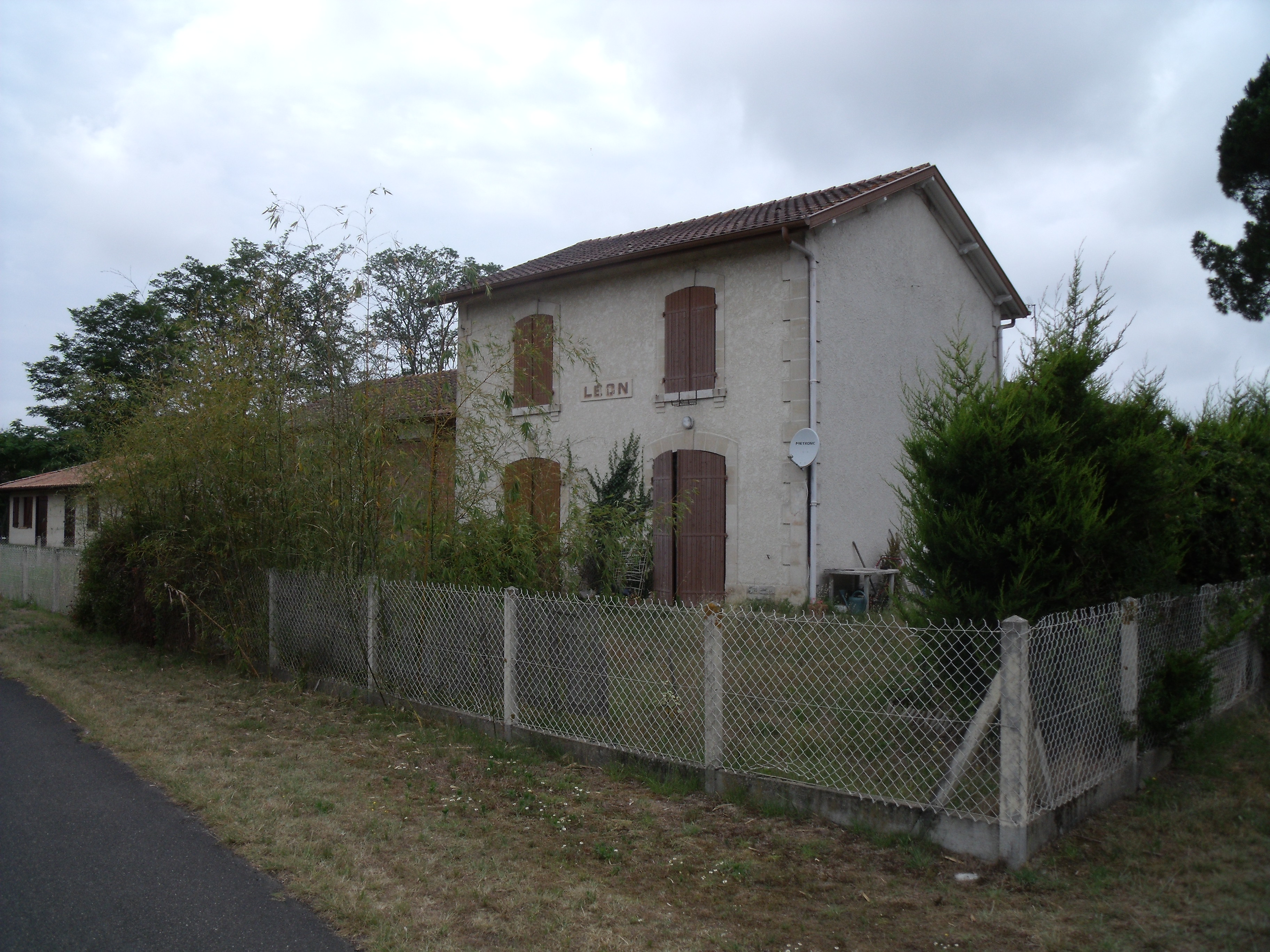
Ancienne gare de Léon

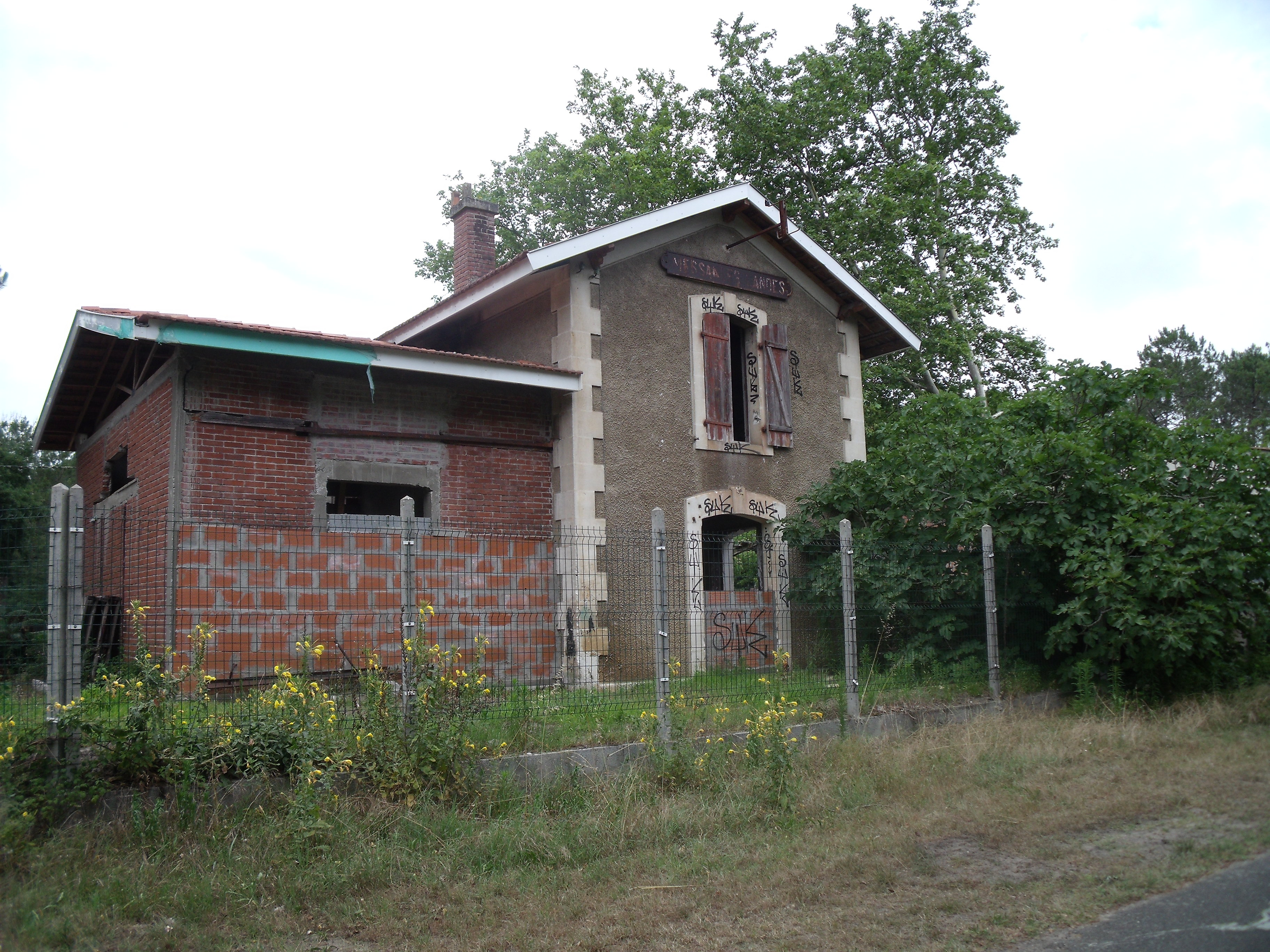
Gare de Messanges

La Société du chemin de fer de Soustons à Léon (SL), est créée en 1901 pour construire et exploiter un chemin de fer dans le département des Landes. Elle se substitue le 7 avril 1902 à monsieur Georges Arné qui en avait obtenu la concession  
L'exploitation est assurée par la Société des chemins de fer d'intérêt local du département des Landes (CFILL).
Le 5 juillet 1916, la société SL fusionne avec la société anonyme des Voies ferrées des Landes
La ligne est une piste cyclable.

## Les lignes
- Soustons - Léon : 22 km, ouverture 5 juillet 1904[2], fermeture 1969